# Burg Botzlar
Die Burg Botzlar ist der Rest einer Wasserburg in der Stadt Selm im Kreis Unna in Nordrhein-Westfalen.

## Geschichte
Ursprünglich war die Burg Botzlar im Besitz der Herren von Meinhövel, die sich ab 1250 auch von Botzlar nannten. Ihre erste ausdrückliche Erwähnung in den Schriftquellen datiert in das Jahr 1282 und erfolgte anlässlich der Übertragung der Burg an den Bischof von Münster. Diese bauten in der Folge Botzlar zur Grenzburg gegen die Grafen von der Mark aus. In einer Fehde zwischen Wulf zu Wulfsberg in Lüdinghausen und dem Grafen von der Mark wurde die Burg 1305 zerstört. 1369 wurde die wiederhergestellte Anlage von den Grafen von der Mark abermals erobert und zerstört. 1315 wurde die Burg an die Familie von Münster-Meinhövel verpfändet. Sie blieb in deren Händen bis 1597, als sie im Erbgang an die Familie von Ascheberg überging. Die Burg und die umliegenden Landstriche verfügten über ein eigenes gutsherrliches Gericht, das im 15. Jahrhundert mit dem bischöflichen Gogericht in Werne verschmolz. Den Ascheberg folgten als Besitzer um 1750 die Grafen von Landsberg-Velen zu Gemmen. In der Zeit des Nationalsozialismus befand sich eine Gauschule Westfalen-Nord der NS-Frauenschaft in der Burg. Im Oktober 2013 kaufte eine Bürgerstiftung für 600.000 Euro die Burg von der Stadt Selm.
Vor dem 1975 erfolgten Zusammenschluss der bisherigen Gemeinden Bork und Selm war überlegt worden, der neu entstehenden Gemeinde den Namen Botzlar zu geben. Dieser Plan wurde jedoch verworfen. Die neue Gemeinde erhielt den Namen Selm.

## Beschreibung
Das heutige Burggebäude ist ein zweigeschossiger, sechsachsiger Bruchsteinbau mit Eckquadern aus dem Beginn des 19. Jahrhunderts. Wahrscheinlich sind in ihm die Reste eines mittelalterlichen Bergfrieds verbaut. In der Karte des Urkatasters von 1834 ist dieser im Südwesteck des Gebäudes noch deutlich zu erkennen. Auf derselben Karte grenzt an die Hauptburginsel im Westen eine Vorburginsel an, auf der zwei Reihen von Gebäuden standen. Die äußerste Umwehrung bildete eine Wallhecke, die das Gebiet weitläufig umschloss.
Von dem mittelalterlichen Baubestand der Burg ist nichts Genaues bekannt. In einem Erbteilungsvertrag von 1587 werden ein Steinhaus, ein Haus neben dem Steinhaus mit Saal, Stube und Kellern sowie ein Bauhaus, ein Sommerhaus, Brücken, Gräften und Pforten erwähnt.
Mindestens zwei steinerne Burgmannenhäuser müssen auf dem Burggelände gestanden haben. Zum einen das 1469 erwähnte Steinhaus des Lubbert von Morrien, zum anderen das „lapideum“, welches 1300 vom Münsteraner Bischof dem Burgmannengeschlecht von Krampe als Wohnsitz überlassen wurde. Als mutmaßlicher Kern der Anlage dürfte es auf der Hauptburginsel gelegen haben.
Die Anlage verfügte über mehrere Gräften, deren innerste erst in den 1960er Jahren zugeschüttet wurde.